# Ядерные взрывы на Таймыре
Ядерные взрывы на Таймыре — серия из трёх промышленных камуфлетных ядерных взрывов, произведённых на территории Таймырского автономного округа с целью сейсмозондирования и создания в пласте каменной соли подземных ёмкостей для хранения газоконденсата. Норильскому промышленному району было необходимо иметь большой запас природного газа на случай аварии в газовом хозяйстве (крупнейшая из таких аварий случилась в феврале 1979 года, когда Норильск в течение нескольких дней оставался практически без отопления). Все взрывы выполнялись Министерством среднего машиностроения.

## Взрыв «Горизонт-3»
Первый взрыв («Горизонт-3») был произведён 29 сентября 1975 года на северном берегу озера Лама (мыс Тонкий). Глубина заложения заряда — 830 м, энерговыделение — 7,6 кт, суммарная радиоактивность продуктов взрыва — 3000 кюри. Взрыв создал подземную полость радиусом 19 м и объёмом 30 тыс. м³.
Координаты эпицентра взрыва: 69°34′40″ с. ш. 90°20′13″ в. д.

## Взрыв «Метеорит-2»
Второй взрыв («Метеорит-2») был произведён 26 июля 1977 года в 800 м от места первого взрыва. Глубина заложения заряда — 850 м, энерговыделение — 13 кт, суммарная радиоактивность продуктов взрыва — 6000 кюри. Взрыв создал полость радиусом 23 м и объёмом 50 тыс. м³.
Координаты эпицентра взрыва: 69°34′30″ с. ш. 90°22′30″ в. д.

## Взрыв «Рифт-1»
Третий взрыв («Рифт-1») был произведён 4 октября 1982 года в Усть-Енисейском районе, в 190 км западнее г. Дудинка, в одной из скважин Соленинского газоконденсатного месторождения «Рифт-1». Глубина заложения заряда — 960 м, энерговыделение — 16 кт (для сравнения: мощность атомной бомбы «Малыш», сброшенной на Хиросиму — 15 кт), суммарная радиоактивность продуктов взрыва — 9000 кюри.

## Значение взрывов для народного хозяйства
От промышленного использования созданными взрывами «Горизонт-3» и «Метеорит-2» подземных ёмкостей руководство Норильского горно-металлургического комбината впоследствии решило отказаться, поскольку в полученные полости можно было закачать не более 10 млн. м3 газа (суточная потребность города). Строительство резервной нитки газопровода стоило меньше, чем строительство коммуникаций, инфраструктуры и компрессорных станций. Таким образом для обеспечения надёжности газообеспечения Норильского промышленного района было решено построить дополнительную ветку газопровода, что значительно повысило степень надёжности района. По официальным данным, в момент проведения взрывов выхода на земную поверхность радиоактивных продуктов не было, радиационный фон в местах взрывов в норме и какое-либо влияние на здоровье людей отсутствует. В настоящее время ёмкости представляют собой герметичные (скважина зацементирована и никогда не вскрывалась) сферические полости (на дне которых находятся радионуклиды, укрытые многометровой толщей рассола каменной соли и, по мнению учёных, не представляют опасности для окружающей среды).